# Bocchetta di Altare
La Bocchetta di Altare (también llamada Bocchetta di Cadibona o Colle di Cadibona, 459 m s. n. m.) es un importante puerto en la provincia de Savona.
Convencionalmente divide los Alpes de los Apeninos, específicamente los Alpes ligures de los Apeninos ligures.
El collado se alcanza recorriendo la Carretera estatal 29 del Colle di Cadibona.
En los alrededores del puerto transitan también la Autostrada A6 Turín-Savona es la vía férrea Savona-San Giuseppe di Cairo. El puerto es el punto final de la etapa de la Alta Via dei Monti Liguri.
En realidad el punto más bajo de la divisoria de aguas ligur-padana es el puerto de Santa Libera (441 m s. n. m.), que se encuentra a 1,7 km de distancia en dirección norte. Aun así el puerto de Cadibona es desde siempre preferido como el punto de puerto porque se alcanza más fácilmente desde Vado.

## Historia
El puerto era considerado ya en tiempo de los romanos como límite entre el sistema alpino y el sistema apenínico, porque en este tramo de la divisoria de aguas «el rebajamiento de la cadena montañosa, que en la zona tiene carácter uniforme [...], es más extenso que en otros [...] y la altura del puerto sigue siendo la mínima del divisoria apenínica hasta la Sella di Marcellinara en Calabria.».
A pesar de ello fue ya usado por los 8000 soldados de Magón Barca en el curso de la segunda guerra púnica durante la retirada del ejército cartaginés de la llanura padana del 203 a. C., la primera carretera verdadera del puerto fue abierta por el cónsul romano Marco Emilio Escauro en el año 109 a. C., con la finalidad de unir el puerto de Vado Sabatia, el actual Vado, a la ciudad de Derthona, hoy Tortona. La carretera formaba parte de la vía Emilia Escaura.
Ya en la época de la campaña de Italia de Napoleón Bonaparte (1795-96) por el puerto surgieron algunas fortificaciones. Los franceses alargaron la carretera que sobrepasa el valle y construyeron bajo la bocchetta una galería de cerca de 300 metros, cuya entrada norte se sitúa a una cota de 435 m s. n. m. De aquí nace el equívoco sobre la altitud real del puerto: la galería del puerto se encuentra a una cota de 435, el puerto por encima a 459.
En la segunda mitad del siglo XIX se realizó sobre el puerto un sistema de bloqueo para la construcción de una serie de fuertes (complejo defensivo de la Tagliata y del fuerte de Altare), hoy abandonados: Forte Tecci y Forte Cascinotto, ambos sobre la vertiente alpina del paso. Sobre el Forte Tecci se abrió en el año 1889 el Observatorio meteorológido-sísmico de la Fortezza di Altare.
El puerto ha perdido gran parte de la propia importancia logística tras la apertura de la Autostrada A6 Savona-Turín en el año 1960 y de la nueva galería sobre la SS 29 que flanquea por el norte el puerto y que une directamente Cadibona con la cabina de peaje de la autopista de Altare.

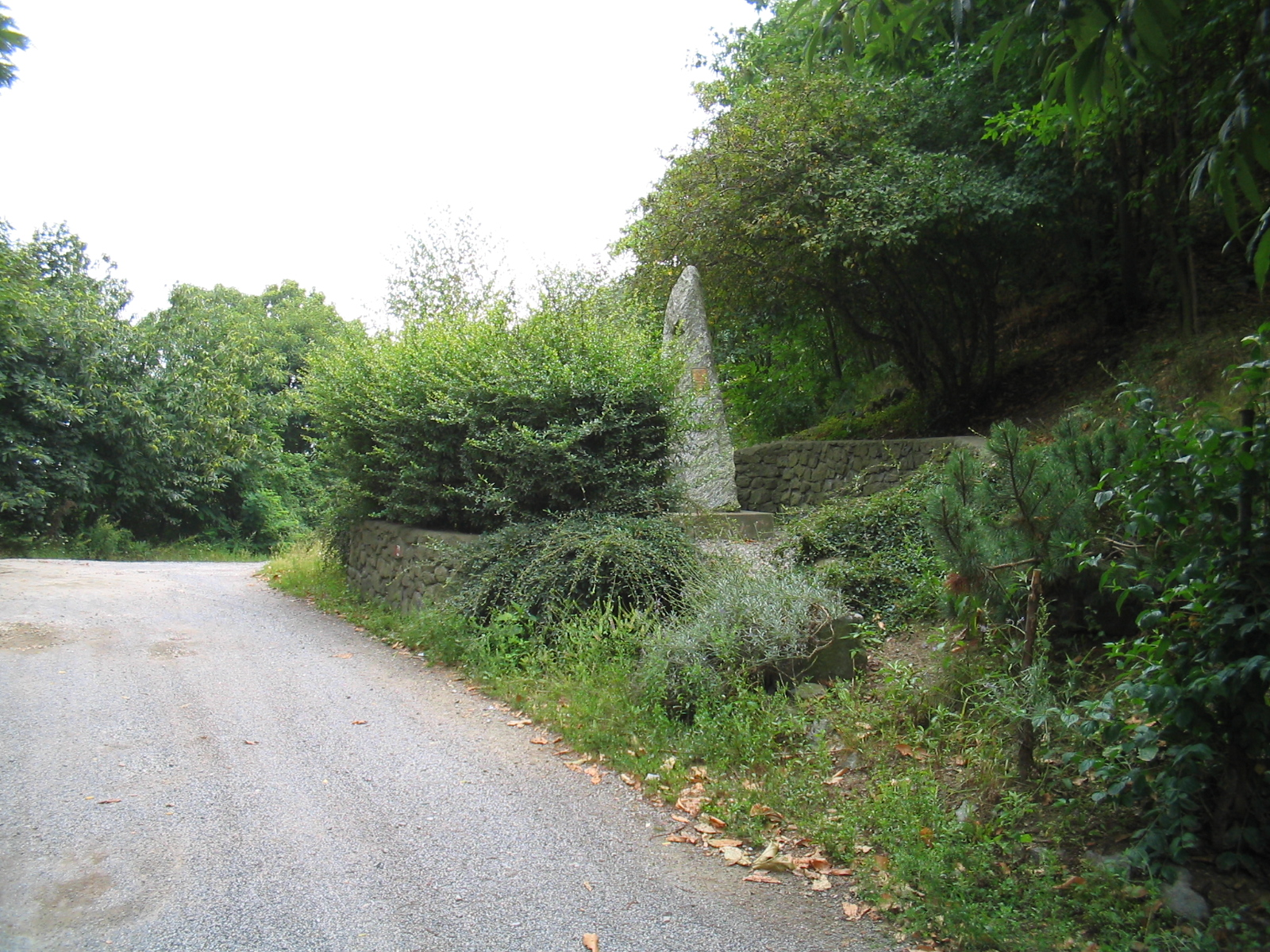
Más allá del monumento, la carretera corre a lo largo de la divisoria de aguas.

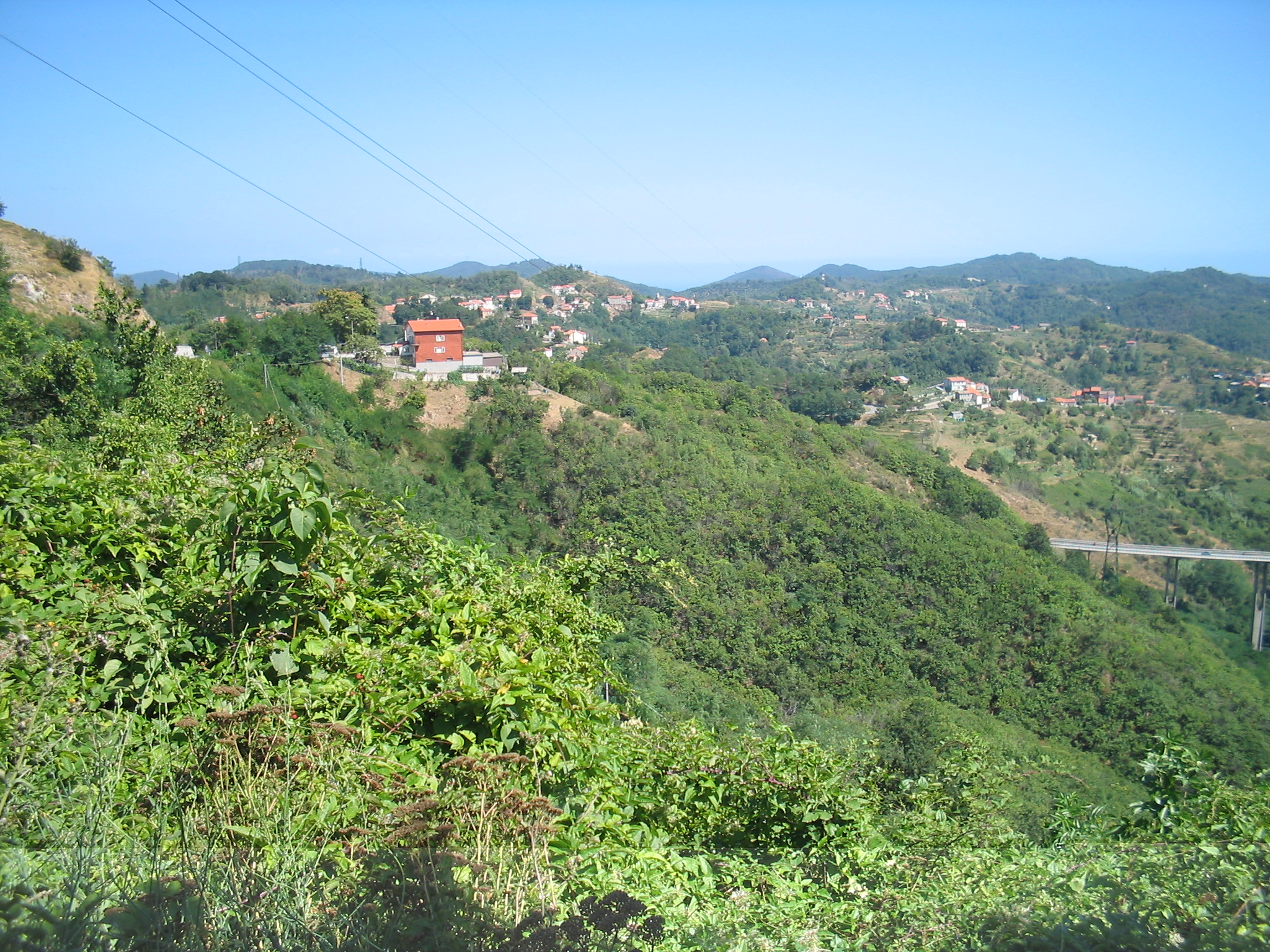
Vista de Cadibona, una vez salidos de la Bocchetta, sobre la provincial.